# Homenagem ao Caiçara
Homenagem ao Caiçara, também conhecido como Zé Capão, é um monumento localizado em Ubatuba e inaugurado em 2003, em homenagem aos caiçaras. A obra foi realizada pelo artista José Demétrio da Silva.
A escultura é feita de concreto e mede 10 metros de altura. Seu pedestal é feito de placas de charnockito porfirítico, um tipo de rocha característico do litoral norte de São Paulo. A localização do monumento é um dos trevos de entrada em Ubatuba, na BR-101.
O apelido de "Zé Capão" é uma referência a um conhecido caiçara local José Vieira Mendes (19 de março de 1912 - 4 de março de 1974), que portava esse apelido.